# Nemacheilus platiceps
Cá chạch suối nam Plati (Danh pháp khoa học: Nemacheilus platiceps) là một loài cá trong chi Nemacheilus (Cá chạch suối).

## Đặc điểm
Môi dưới của cá liên tục hoặc với đường rạch nhỏ ở đầu mút, vẩy nhỏ, vây lưng có 8-10 tia phân nhánh, hậu môn gần gốc vây hậu môn hơn vây bụng, vây đuôi hơi lõm, có 12 – 16 vạch đứng không đồng đều, có độ rộng tương đương với khoảng cách vạch.